# Bisons de Buffalo (1879-1885)
Pour les articles homonymes, voir Bisons de Buffalo (homonymie).
Les Bisons de Buffalo (en anglais : Buffalo Bisons) sont une ancienne franchise de baseball basée à Buffalo (New York) aux États-Unis. Cette formation évolue en Ligue nationale de 1879 à 1885.
Parmi les principaux joueurs des Bisons, citons Dan Brouthers (1881-1885), Pud Galvin (1879-1885), Charles Radbourn (1880) et Jim O'Rourke (joueur-manager, 1881-1884), membres du Temple de la renommée du baseball, mais aussi Deacon White (1881-1885), Jack Rowe (1879-1885) et Hardy Richardson (1879-1885).

## Histoire
Dans le sillage du lanceur Pud Galvin qui enregistre 37 victoires, les Bisons accrochent une belle troisième place lors de leur première saison en Ligue nationale. En sept saisons, Buffalo bute quatre fois sur cette troisième place.
L'équipe disparait après la saison 1885. Tous les joueurs sont même vendus avant la fin de la saison pour 7000 dollars à Détroit. Cette cession n'est pas réglementaire, mais les joueurs refusent de rentrer à Buffalo. La vente est finalement autorisée au début de l'année 1886.

## Stades
Les Bisons utilisent deux stades au cours de leur courte histoire : Riverside Park de 1879 à 1883 puis l'Olympic Park de 1884 à 1885. Riverside Park est une enceinte de 3000 places, inaugurée par les Bisons le 1er mai 1879. Les Bisons disputent leur premier match de Ligue majeure à l'Olympic Park le 21 mai 1884. Le coût de la construction de ce nouveau stade de 4000 places est évalué à 6000 dollars. Les adieux ont lieu le 7 octobre 1885, devant 12 spectateurs payants et une recette de 4,50 dollars. Les faméliques affluences enregistrées expliquent la cessation d'activité du club.

## Saison par saison
| Saison | Ligue           | Saison régulière | Saison régulière | Saison régulière | Saison régulière | Saison régulière |
| Saison | Ligue           | Class.           | Vic.             | Déf.             | Nuls             | %Vic.            |
| 1879   | Ligue nationale | 3e               | 46               | 32               | 1                | 0,590            |
| 1880   | Ligue nationale | 7e               | 24               | 58               | 3                | 0,293            |
| 1881   | Ligue nationale | 3e               | 45               | 38               | 0                | 0,542            |
| 1882   | Ligue nationale | 3e               | 45               | 39               | 0                | 0,536            |
| 1883   | Ligue nationale | 5e               | 52               | 45               | 1                | 0,536            |
| 1884   | Ligue nationale | 3e               | 64               | 47               | 4                | 0,577            |
| 1885   | Ligue nationale | 7e               | 38               | 74               | 0                | 0,339            |